# Clavulinopsis luticola
Clavulinopsis luticola är en svampart som först beskrevs av Wilhelm Gottfried Lasch, och fick sitt nu gällande namn av Corner 1950. Clavulinopsis luticola ingår i släktet Clavulinopsis och familjen fingersvampar.   Inga underarter finns listade i Catalogue of Life.